# Jože Smole
Jože Smole (* 29. Oktober 1965 in Novo mesto) ist ein ehemaliger jugoslawischer Radrennfahrer.

## Sportliche Laufbahn
Smole stammt aus dem slowenischen Teil des Landes. Er war Teilnehmer der Olympischen Sommerspiele 1988 in Seoul. Im Mannschaftszeitfahren belegte er gemeinsam mit Valter Bonča, Sandi Papež und Robert Šebenik den 15. Platz.
1985 wurde er Zweiter der Serbien-Rundfahrt. 1986 stand er beim Sieg von Jure Pavlič als Zweiter in der Jugoslawien-Rundfahrt auf dem Podium. An der Internationalen Friedensfahrt nahm er 1988 teil und wurde 26. der Gesamtwertung.

## Berufliches
Nach seiner aktiven Laufbahn eröffnete er ein Fahrradgeschäft in seiner Heimatstadt.